# 厳幹
厳 幹（げん かん）は、中国後漢末から三国時代にかけての武将・政治家。字は公仲。雍州馮翊郡東県の人。

## 生涯
『三国志』裴潜伝の裴松之注によると、『魏略』に立伝される。生年は不詳だが、中平の末年に二十余歳だった。
寒門の出身。重厚な性格で、剣術を好んだ。馮翊郡が動乱に巻き込まれても郷里を離れることなく、薪を取って糊口をしのぎつつ、友人の李義と議論を交わし、学問に励む暮らしをしていた。動乱が収まると李義とともに郡に仕え、司隷校尉から招聘されたが応じず、人と功を争うことはしなかった。郡では厳幹を孝廉に推挙し、李義を上計掾に任じた。河東郡蒲阪県の県令となったが病気のため辞職した。その後、至孝に推挙され公車司馬令と任命された。州の要請を受け、帰郷して議郎となって州で働いた。
高幹討伐での献策や郭援討伐の手柄を評価され、 武郷侯に封じられ、弘農太守に昇進した。馬超が反乱を起こすと厳幹の治める郡の人民は離散してしまった。後に漢陽太守を経て、益州刺史に昇進したが道が通じておらず赴任できなかった。曹丕の代には五官中郎将に転任し、曹叡の時代に太僕にまで昇進して亡くなった。
『春秋左氏伝』を好む鍾繇と、『春秋公羊伝』を好む厳幹はしばしば議論を交わしたが、その議論においては能弁な鍾繇が、訥弁な厳幹に勝った。鍾繇は「公羊高が左丘明（それぞれの書の作者）に屈服した」と勝ち誇ったが、厳幹は「元部下が上司に服しただけで、公羊は頭を下げておりません」と言い返した。
小説『三国志演義』には登場しない。